# Oxindol
Oxindol é um composto orgânico aromático heterocíclico. Possui uma estrutura bicíclica, consistindo de um anel benzênico de seis membros fundindo a um anel contendo nitrogênio de cinco membros. A estrutura do composto é baseado na estrutura da indolina mas onde um carbonilo é situado na posição 2 do anel de 5 membros.
A síntese de oxindóis de Hinsberg é um método de preparação de compostos contendo a estrutura do oxindol dos adutos de bissultito de glioxal.

## Desenvolvimentos
Devido à sua importância na produção de fármacos (derivados diversos do oxidol, por diversas substituições e ligantes nos seus anéis), diversas metodologias de sínteses de oxindóis tem sido desenvolvidas.
Uma ciclização seletiva catalisada por paládio converte α-[cloroacetanilida]s a oxindóis com bons a excelentes rendimentos com alta compatibilidade de grupos funcionais usando-se 2-(di-tert-butilfosfino)bifenil como ligante e trietilamina como uma base estequiométrica.
Uma pequena variedade de oxindóis α,β-insaturados foi preparada por uma reação promovida pela ação de micro-ondas compreendendo uma substituição aromática seguida por uma olefinização Horner-Wadsworth-Emmons iônica.
Uma série de compostos oxindóis ferrocenílicos com potencial de atividade anticâncer foram preparados por reações de oxindóis substituídos e ferrocenilcarboxialdeído na presença de hidróxido de potássio como catalisador.

## Compostos aromáticos relacionados
- Indolina
- Indol
- Indeno
- Benzofurano
- Isoindolina
- Carbolina
- Isatina
- Metilindol
- Carbazol
- Pirrol
- Escatol
- Benzeno